# Madog ap Llywelyn
Madog ap Llywelyn (fallecido después de 1312) lideró la revuelta galesa de 1294-1295 contra la ocupación inglesa y fue proclamado "Príncipe de Gales".   La revuelta fue superada en duración únicamente por la revuelta de Owain Glyndŵr en el siglo XV. Madog pertenecía a una rama cadete de la Casa de Aberffraw y era pariente lejano de Llywelyn ap Gruffudd, el último Príncipe de Gales nativo reconocido.

## Linaje
Madog era hijo de Llywelyn ap Maredudd, el último señor de Meirionydd que había sido privado de su patrimonio en 1256 por oponerse al futuro Príncipe de Gales, Llywelyn ap Gruffudd, en la batalla de Bryn Derwin. Llywelyn ap Maredudd se había exiliado en Inglaterra donde recibió una pensión de la Corona inglesa, hasta junio de 1262 cuando se reconcilió con Llywelyn ap Gruffudd. Moriría posteriormente en una escaramuza luchando por los galeses en abril de 1263.  Su hijo mayor, Madog, que pudo haber nacido en el exilio, recibió importantes cantidades de Eduardo I de Inglaterra en 1277, dinero que utilizó para pleitear contra el Príncipe de Gales en 1278 en un intento de recuperar el cantref de Meirionydd, que había sido patrimonio de su padre. Parece que Madog regresó a Gwynedd tras la muerte de Llywelyn ap Gruffudd en 1282 y recibió tierras del rey de Inglaterra en Anglesey . 

## Revuelta contra el rey Eduardo I

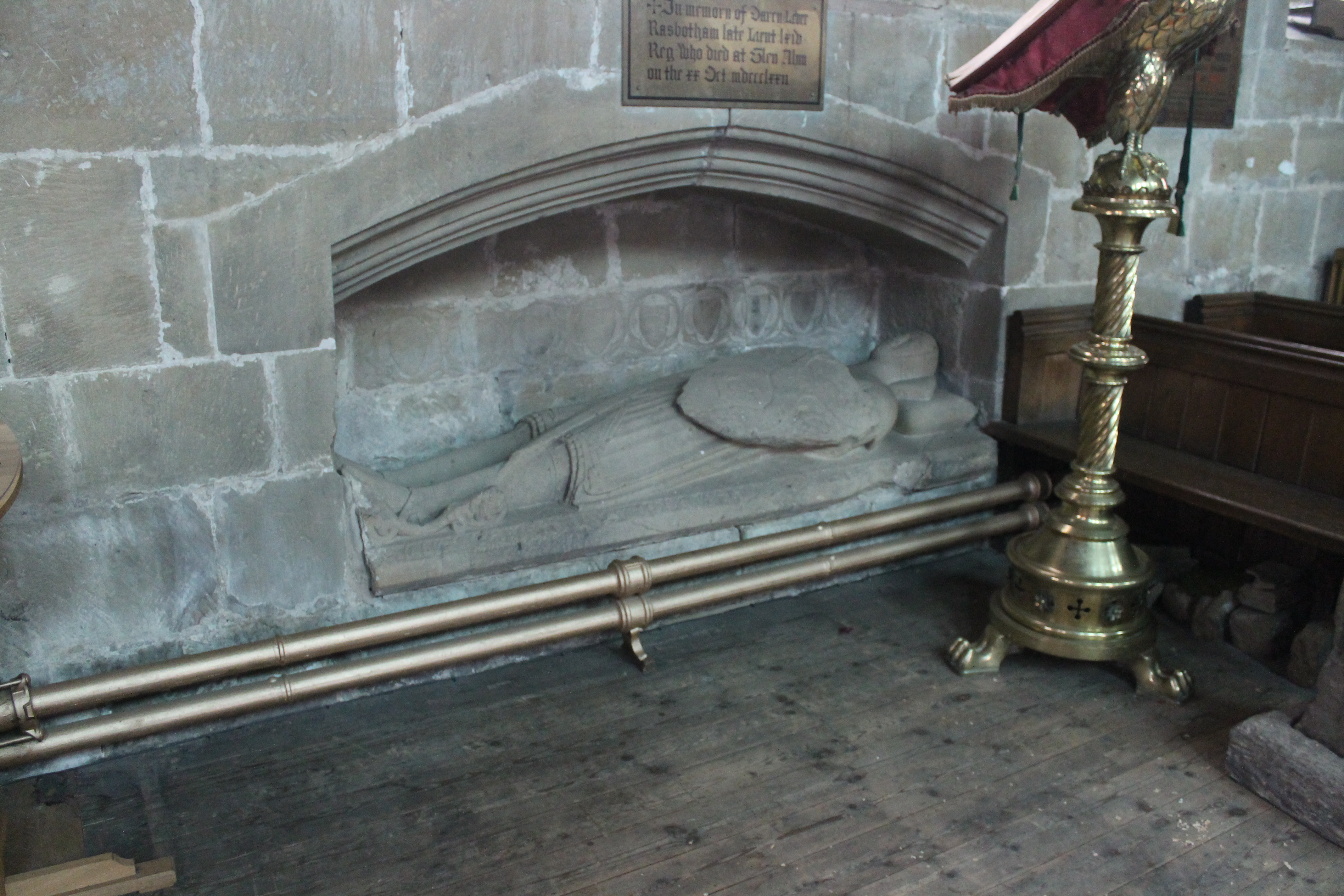
Monumento conmemorativo a Madog ap Llywelyn en el muro sur de la Iglesia de Todos los Santos, Gresford, Gales. Murió en 1331. Un documento galés lo describe como "el mejor hombre padrino que jamás haya estado en Maelor Gymraeg".

El día de San Miguel (29 de septiembre) de 1294, Madog se puso al frente de una revuelta nacional ante las actuaciones de los nuevos administradores reales en el norte y el oeste de Gales y la imposición de impuestos como el que gravaba en un 15% todos los bienes muebles.  Como príncipe real descendiente directamente de Owain Gwynedd y primo lejano del último príncipe de Aberffraw (Dafydd ap Gruffudd, el hermano ejecutado de Llywelyn), Madog se proclamó sucesor legítimo y asumió los títulos reales de sus predecesores, incluido el de Príncipe. de Gales (un ejemplo del cual puede verse en el llamado Documento Penmachno ).  El levantamiento se planeó durante meses y los ataques se produjeron el mismo día en todo Gales. Mientras Madog actuaba en el norte, los ataques en el centro y sur de Gales fueron dirigidos por Cynan ap Maredudd, Maelgwn ap Rhys y Morgan ap Maredudd de Gwynllwg en Glamorgan. Los rebeldes contaban con que a finales de septiembre el rey Eduardo y la mayoría de sus fuerzas estuvieran combatiendo en Francia. Sin embargo, debido al mal tiempo, el ejército de Eduardo aún no había zarpado y rápidamente se dirigió a Gales para hacer frente al levantamiento. 

## Ataque a las fortalezas de Eduardo

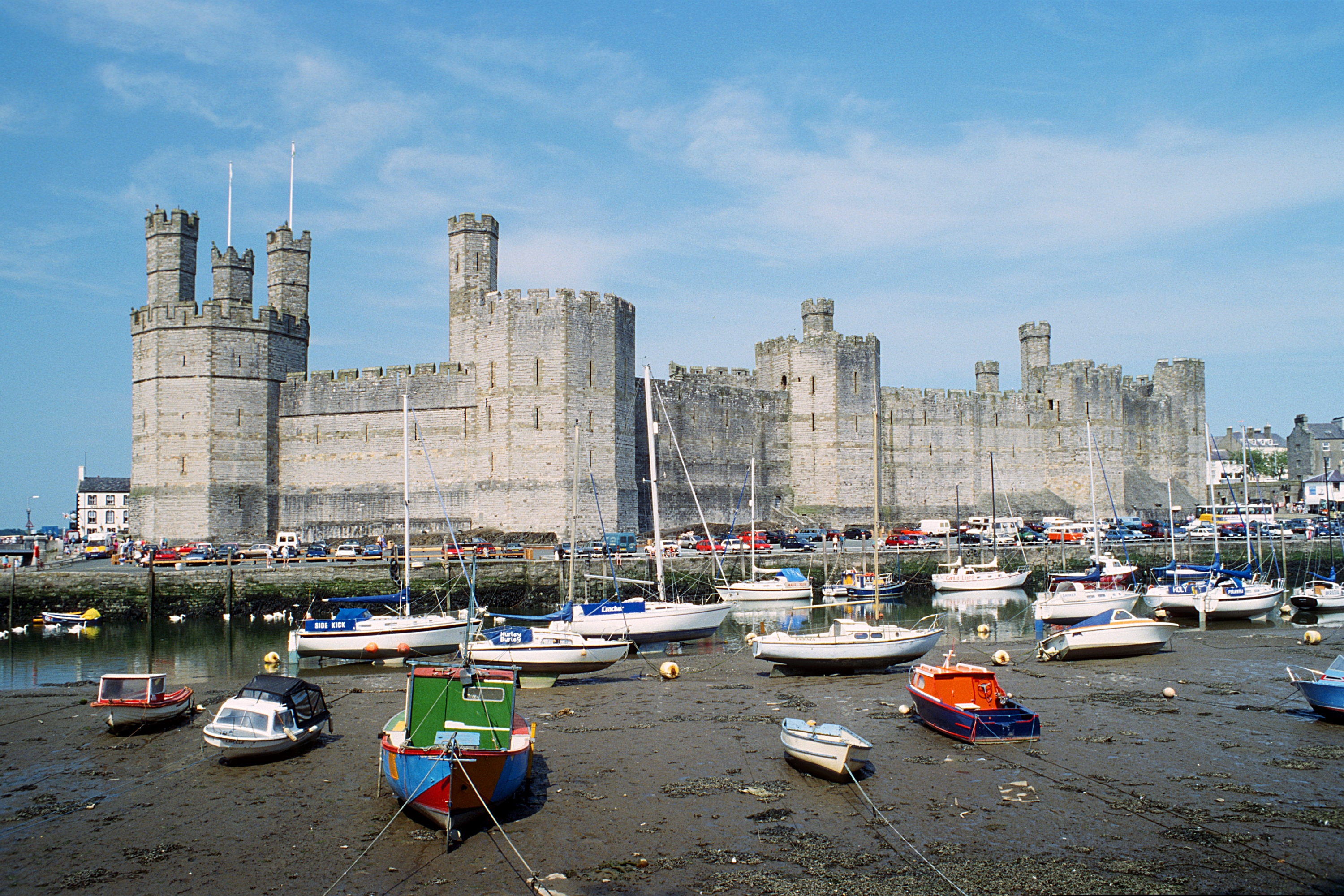
Castillo de Caernarfon.

Caernarfon fue invadida por las fuerzas de Madog y su castillo ocupado. Del mismo modo, se tomaron los castillos de Castell y Bere (posteriormente incendiado), Hawarden, Ruthin y Denbigh . Criccieth fue asediado por las fuerzas de Madog durante varios meses, al igual que Harlech . El castillo de Morlais fue capturado bajo la égida de Morgan en el sur, y Cynan ap Maredudd sitió el castillo de Builth durante un seis semanas. La mitad de la ciudad de Caerphilly fue incendiada (aunque el castillo resistió) y, más al sur, el castillo de Kenfig fue saqueado.
En el norte de Gales, muchos terratenientes ingleses intentaron revertir la situación. El señor de Denbigh, Henry de Lacy, encabezó una marcha hacia Denbigh después de que el castillo fuera sitiado; sin embargo, fue emboscado en las afueras de la ciudad el 11 de noviembre y resultó derrotado por las tropas rebeldes.  En el noreste de Gales, Reginald de Gray tuvo más éxito y consiguió  situar guarniciones en Flint y Rhuddlan; ninguno de los castillos cayó en manos de los rebeldes, aunque Flint fue sometido a un largo asedio. Muchos otros castillos de Gales fueron asediados y varias ciudades incendiadas.
En diciembre de 1294, el rey Eduardo se dirigió al norte de Gales al frente de un ejército para sofocar la revuelta, deteniéndose en Wrexham, Denbigh, Abergele y otros lugares en su camino hacia el castillo de Conwy, al que llegó poco antes de Navidad. Su campaña fue oportuna, ya que varios castillos seguían en grave peligro: el castillo de Harlech fue defendido en un momento por sólo 37 hombres. El propio Eduardo tuvo que retirarse al castillo de Conwy tras una emboscada, perdiendo su tren de equipaje. La ciudad de Conwy fue incendiada y Eduardo sitiado hasta que su armada consiguió levantar el asedio en 1295. 

## Batalla de Maes Moydog y derrota

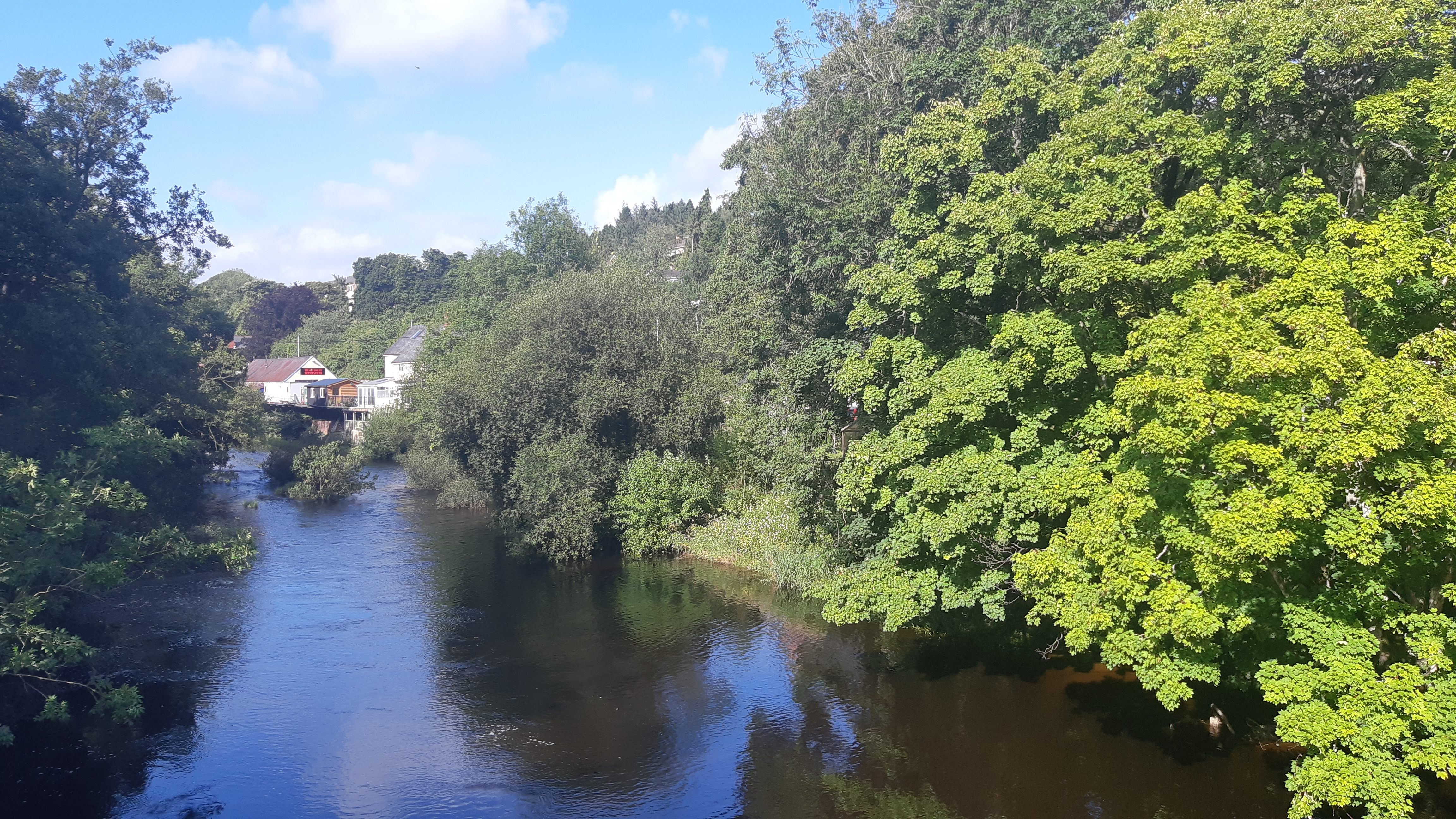
Maes Moydog.

La batalla crucial entre los hombres de Madog y la Corona inglesa tuvo lugar en la batalla de Maes Moydog en Powys el 5 de marzo de 1295. Sorprendido por un ejército liderado por el conde de Warwick, el ejército galés consiguió reorganizarse y se defendió con éxito contra una carga de caballería inglesa utilizando la formación "puercoespín", o schiltron, una táctica empleada con éxito por los ejércitos escoceses contra los caballeros ingleses. Sin embargo, las flechas de los arqueros ingleses causaron grandes pérdidas y, en la persecución posterior, muchos soldados galeses se ahogaron al intentar cruzar un río crecido. 
Madog escapó por muy poco de este episodio y se mantuvo oculto hasta su captura por Ynyr Fychan de Nannau y posterior entrega a John de Havering en Snowdonia a finales de julio o principios de agosto de 1295.  Posteriormente fue llevado a Londres, donde parece que lo mantuvieron en cautiverio por el resto de su vida; sabemos que aún estaba vivo en 1312. Le sobrevivieron sus hijos.
La revuelta de 1294-1295 provocó una dura respuesta de Eduardo I que promulgó leyes que restringieron aún más los derechos civiles y las oportunidades económicas y sociales de los galeses. Sin embargo, no pasaría mucho tiempo antes de que Llywelyn Bren, Señor de Senghenydd, liderara una segunda rebelión, ayudada por algunos de los Señores de las Marcas más destacados hasta 1316.

## Emisión y sucesión
Madog no fue el último representante de la Casa de Gwynedd, ya que dos hijos le sobrevivieron. Además, los hijos de Rhodri ap Gruffudd, hermano de Llywelyn el Último, sobrevivían en el exilio. Un nieto de Rhodri, Owain ap Thomas, u Owain Lawgoch, se proclamó más tarde Príncipe de Gales y es posible que los hijos de Dafydd Goch también hayan reclamado el título, aunque de forma ilegítima.
Se sabe que Madog ap Llywelyn fue padre de:
- Maredudd ap Madoc ap Llywelyn (fallecido c. 1334)
- Hywel ap Madoc ap Llywelyn (fallecido c. 1352)

## En la cultura popular
La trama de The Bastard Executioner trata parcialmente las consecuencias de la revuelta galesa de 1294-1295 contra el dominio inglés, liderada por Madog ap Llywelyn.  
El romance histórico La conveniente novia del señor galés tiene como trasfondo el levantamiento de Madog en 1294-95 y narra el matrimonio de Rhun, un Lord de las Marcas galés, con Eleanor, hija de un caballero inglés. Madog ap Llywelyn y Cynan ap Maredudd aparecen como personajes. Rhun lucha en la batalla de Maes Moydog. 
La revuelta aparece en la novela histórica Insurrección de 2010 de Robyn Young .